# Governador d'Austràlia Meridional

Estendard del Governador d'Austràlia Meridional

El Governador d'Austràlia Meridional és el representant del govern d'Austràlia i representant a Austràlia Meridional d'Elisabet II, Reina d'Austràlia. El Governador té les mateixes funcions constitucionals i cerimonials a nivell d'estat que el Governador-General d'Austràlia a nivell nacional.
D'acord amb les convencions del sistema Westminster de govern parlamentari, el Governador gairebé sempre actua en solidari amb l'assessorament del cap del govern elegit, el Primer ministre d'Austràlia Meridional. Nogensmenys, el Governador regé els poders reservats de la Corona, i té el dret de fer dimitir el primer ministre.
Veure Governadors dels Estats Australians per la descripció i història de l'ofici de Governador.

## Llista de Governadors d'Austràlia Meridional
| Nº | Governador                                                                         | De                  | A                   |
| -- | ---------------------------------------------------------------------------------- | ------------------- | ------------------- |
| 1  | Capità John Hindmarsh, KH, RN                                                      | 28 de desembre 1836 | 16 de juliol 1838   |
| 2  | Tinent Coronel George Gawler, KH                                                   | 17 d'octubre 1838   | 15 de maig 1841     |
| 3  | Sir George Grey KCB                                                                | 15 de maig 1841     | 25 d'octubre 1845   |
| 4  | Tinent Coronel Frederick Holt Robe                                                 | 25 d'octubre 1845   | 2 d'agost 1848      |
| 5  | Sir Henry Fox Young                                                                | 2 d'agost 1848      | 20 de desembre 1854 |
| 6  | Sir Richard G. MacDonnell, CB                                                      | 8 de juny 1855      | 4 de març 1862      |
| 7  | Sir Dominick Daly                                                                  | 4 de març 1862      | 19 de febrer 1868   |
| 8  | Molt Honourable Sir James Fergusson, Bt                                            | 16 de febrer 1869   | 18 d'abril 1873     |
| 9  | Sir Anthony Musgrave, KCMG                                                         | 9 de juny 1873      | 29 de gener 1877    |
| 10 | Tinent General Sir William F.D. Jervois, GCMG, CB                                  | 2 d'octubre 1877    | 9 de gener 1883     |
| 11 | Sir William C.F. Robinson, GCMG                                                    | 19 de febrer 1883   | 5 de març 1889      |
| 12 | Molt Honorable Comte de Kintore, PC, GCMG                                          | 11 d'abril 1889     | 10 d'abril 1895     |
| 13 | Sir Thomas F. Buxton, Bt, GCMG                                                     | 29 d'octubre 1895   | 29 de març 1899     |
| 14 | Right Honourable Hallam, Lord Tennyson, KCMG                                       | 10 d'abril 1899     | 17 de juliol 1902   |
| 15 | Sir George R. Le Hunte, KCMG                                                       | 1 de juliol 1903    | 18 de febrer 1909   |
| 16 | Admiral Sir Day Hort Bosanquet, GCVO, KCB                                          | 18 de febrer 1909   | 22 de març 1914     |
| 17 | Tinent Coronel Sir Henry L. Galway, KCMG, DSO                                      | 18 d'abril 1914     | 30 d'abril 1920     |
| 18 | Tinent Coronel Sir W.E.G. Archibald Weigall KCMG                                   | 9 de juny 1920      | 30 de maig 1922     |
| 19 | Tinent Coronel Sir G. Tom M. Bridges KCB, KCMG, DSO                                | 4 de desembre 1922  | 4 de desembre 1927  |
| 20 | Brigadier General The Honourable Sir Alexander G.A. Hore-Ruthven VC, KCMG, CB, DSO | 14 de maig 1928     | 26 d'abril 1934     |
| 21 | Major General Sir Winston Dugan, KCMG, CB, DSO                                     | 28 de juliol 1934   | 23 de febrer 1939   |
| 22 | Sir C. Malcolm Barclay-Harvey, KCMG                                                | 12 d'agost 1939     | 26 d'abril 1944     |
| 23 | Tinent General Sir C. Willoughby Norrie, KCMG, CB, DSO, MC                         | 19 de desembre 1944 | 19 de juny 1952     |
| 24 | Vicealmirall de l'Aire Sir Robert George, KCMG, KCVO, KBE, CB, MC                  | 23 de febrer 1953   | 7 de març 1960      |
| 25 | Tinent General Sir Edric M. Bastyan, KCMG, KCVO, KBE, CB                           | 4 d'abril 1961      | 1 de juny 1968      |
| 26 | Major General Sir James W. Harrison, KCMG, CB, CBE                                 | 4 de desembre 1968  | 16 de setembre 1971 |
| 27 | Sir Mark Oliphant, AC, KBE                                                         | 1 de desembre 1971  | 30 de novembre 1976 |
| 28 | Sir Douglas R. Nicholls, KCVO, OBE                                                 | 1 de desembre 1976  | 30 d'abril 1977     |
| 29 | Sir Keith Seaman, KCVO, OBE                                                        | 1 de setembre 1977  | 28 de març 1982     |
| 30 | Tinent General Sir Donald B. Dunstan, AC, KBE, CB                                  | 23 d'abril 1982     | 5 de febrer 1991    |
| 31 | The Honourable Dame Roma Mitchell, AC, DBE, CVO                                    | 6 de febrer 1991    | 21 de juliol 1996   |
| 32 | Sir Eric J. Neal, AC, CVO                                                          | 22 de juliol 1996   | 3 de novembre 2001  |
| 33 | Mrs. Marjorie Jackson-Nelson, AC, CVO, MBE                                         | 3 de novembre 2001  | present             |